# 1929-es spanyol labdarúgó-bajnokság (harmadosztály)
A Tercera División 1929-es szezonja volt a spanyol harmadosztály első szezonja. A bajnokságban 10 csapat vett részt, a szezon végén a Leonesa és a Real Murcia jutott fel a másodosztályba. Kieső csapat nem volt.

## Végeredmény
| #  | Klub                   | Mérk. | Pont | Gy | D | V  | RG | KG | GK  |
| -- | ---------------------- | ----- | ---- | -- | - | -- | -- | -- | --- |
| 1  | Cultural Leonesa       | 18    | 26   | 13 | 0 | 5  | 55 | 31 | -24 |
| 2  | Real Murcia            | 18    | 24   | 11 | 2 | 5  | 56 | 37 | -19 |
| 3  | CD Castellón           | 18    | 23   | 11 | 1 | 6  | 54 | 34 | -20 |
| 4  | Gimnástica Torrelavega | 18    | 20   | 8  | 4 | 6  | 35 | 38 | +3  |
| 5  | Zaragoza CD            | 18    | 20   | 9  | 2 | 7  | 45 | 41 | -4  |
| 6  | Real Valladolid        | 18    | 19   | 9  | 1 | 8  | 44 | 46 | +2  |
| 7  | CA Osasuna             | 18    | 15   | 6  | 3 | 9  | 35 | 41 | +6  |
| 8  | Tolosa CF              | 18    | 12   | 5  | 2 | 11 | 26 | 46 | +20 |
| 9  | Barakaldo CF           | 18    | 11   | 4  | 3 | 11 | 34 | 50 | +16 |
| 10 | Cartagena FC           | 18    | 10   | 3  | 4 | 11 | 24 | 44 | +20 |

## Rájátszás a harmadosztályból való feljutásért
| UE Sants         | 2-1 | Levante FC       | Össz:2-1 |
| Gimnástico FC    | 2-0 | Extremeño CF     | Össz:2-0 |
| Tolosa CF        | 3-1 | CD Patria Aragón | Össz:3-1 |
| Racing Langreano | 2-0 | Barakaldo CF     | Össz:2-0 |
| Össz:9-2         |     |                  |          |